# 8e étape du Tour d'Espagne 2020
Pour un article plus général, voir Tour d'Espagne 2020.
La 8e étape du Tour d'Espagne 2020 se déroule le mercredi 28 octobre 2020, de Logroño à Hornos de Moncalvillo, sur une distance de 164 km.

## Résultats

### Classement de l'étape
| \| Classement de l'étape \| Classement de l'étape \| Classement de l'étape \| Classement de l'étape \| Classement de l'étape \| \| Coureur \| Coureur \| Pays \| Équipe \| Temps \| \| --------------------- \| --------------------- \| --------------------- \| ---------------------- \| --------------------- \| \| 1er \| Primož Roglič \| Slovénie \| Jumbo-Visma \| 4 h 07 min 08 s \| \| 2e \| Richard Carapaz \| Équateur \| Ineos Grenadiers \| + 13 s \| \| 3e \| Dan Martin \| Irlande \| Israel Start-Up Nation \| + 19 s \| \| 4e \| Aleksandr Vlasov \| Russie \| Astana \| + 25 s \| \| 5e \| Hugh Carthy \| Royaume-Uni \| EF Pro Cycling \| + 33 s \| \| 6e \| Wout Poels \| Pays-Bas \| Bahrain McLaren \| + 35 s \| \| 7e \| Enric Mas \| Espagne \| Movistar Team \| + 54 s \| \| 8e \| Sepp Kuss \| États-Unis \| Jumbo-Visma \| + 54 s \| \| 9e \| Esteban Chaves \| Colombie \| Mitchelton-Scott \| + 1 min 33 s \| \| 10e \| Clément Champoussin \| France \| AG2R La Mondiale \| + 1 min 37 s \| |                     |             |                        |                 |
| |                     |             |                        |                 |
| Source : ProCyclingStats |                     |             |                        |                 |
| Classement de l'étape |                     |             |                        |                 |
| Coureur | Coureur             | Pays        | Équipe                 | Temps           |
| 1er | Primož Roglič       | Slovénie    | Jumbo-Visma            | 4 h 07 min 08 s |
| 2e | Richard Carapaz     | Équateur    | Ineos Grenadiers       | + 13 s          |
| 3e | Dan Martin          | Irlande     | Israel Start-Up Nation | + 19 s          |
| 4e | Aleksandr Vlasov    | Russie      | Astana                 | + 25 s          |
| 5e | Hugh Carthy         | Royaume-Uni | EF Pro Cycling         | + 33 s          |
| 6e | Wout Poels          | Pays-Bas    | Bahrain McLaren        | + 35 s          |
| 7e | Enric Mas           | Espagne     | Movistar Team          | + 54 s          |
| 8e | Sepp Kuss           | États-Unis  | Jumbo-Visma            | + 54 s          |
| 9e | Esteban Chaves      | Colombie    | Mitchelton-Scott       | + 1 min 33 s    |
| 10e | Clément Champoussin | France      | AG2R La Mondiale       | + 1 min 37 s    |

### Points attribués pour le classement par points
| Sprint intermédiaire Jalón de Cameros (km 103,7) | Sprint intermédiaire Jalón de Cameros (km 103,7) | Sprint intermédiaire Jalón de Cameros (km 103,7) | Sprint intermédiaire Jalón de Cameros (km 103,7) | Sprint intermédiaire Jalón de Cameros (km 103,7) |
| ------------------------------------------------ | ------------------------------------------------ | ------------------------------------------------ | ------------------------------------------------ | ------------------------------------------------ |
|                                                  | Coureur                                          | Pays                                             | Équipe                                           | Point(s)                                         |
| 1er                                              | Stan Dewulf                                      | Belgique                                         | Lotto-Soudal                                     | 4                                                |
| 2e                                               | Rémi Cavagna                                     | France                                           | Deceuninck-Quick Step                            | 2                                                |
| 3e                                               | Rui Costa                                        | Portugal                                         | UAE Emirates                                     | 1                                                |
| modifier                                         |                                                  |                                                  |                                                  |                                                  |

| Arrivée d'étape Alto de Moncalvillo (km 164) | Arrivée d'étape Alto de Moncalvillo (km 164) | Arrivée d'étape Alto de Moncalvillo (km 164) | Arrivée d'étape Alto de Moncalvillo (km 164) | Arrivée d'étape Alto de Moncalvillo (km 164) |
| -------------------------------------------- | -------------------------------------------- | -------------------------------------------- | -------------------------------------------- | -------------------------------------------- |
|                                              | Coureur                                      | Pays                                         | Équipe                                       | Point(s)                                     |
| 1er                                          | Primož Roglič                                | Slovénie                                     | Jumbo-Visma                                  | 25                                           |
| 2e                                           | Richard Carapaz                              | Équateur                                     | Ineos Grenadiers                             | 20                                           |
| 3e                                           | Dan Martin                                   | Irlande                                      | Israel Start-Up Nation                       | 16                                           |
| 4e                                           | Aleksandr Vlasov                             | Russie                                       | Astana                                       | 14                                           |
| 5e                                           | Hugh Carthy                                  | Royaume-Uni                                  | EF Pro Cycling                               | 12                                           |
| 6e                                           | Wout Poels                                   | Pays-Bas                                     | Bahrain-McLaren                              | 10                                           |
| 7e                                           | Enric Mas                                    | Espagne                                      | Movistar                                     | 9                                            |
| 8e                                           | Sepp Kuss                                    | États-Unis                                   | Jumbo-Visma                                  | 8                                            |
| 9e                                           | Esteban Chaves                               | Colombie                                     | Mitchelton-Scott                             | 7                                            |
| 10e                                          | Clément Champoussin                          | France                                       | AG2R La Mondiale                             | 6                                            |
| 11e                                          | Alejandro Valverde                           | Espagne                                      | Movistar                                     | 5                                            |
| 12e                                          | Mikel Nieve                                  | Espagne                                      | Mitchelton-Scott                             | 4                                            |
| 13e                                          | George Bennett                               | Nouvelle-Zélande                             | Jumbo-Visma                                  | 3                                            |
| 14e                                          | Guillaume Martin                             | France                                       | Cofidis                                      | 2                                            |
| 15e                                          | David de la Cruz                             | Espagne                                      | UAE Emirates                                 | 1                                            |
| modifier                                     |                                              |                                              |                                              |                                              |

### Points attribués pour le classement du meilleur grimpeur
| Puerto de la Rasa (km 113,8) 2e catégorie (9,8 km à 5,3%) | Puerto de la Rasa (km 113,8) 2e catégorie (9,8 km à 5,3%) | Puerto de la Rasa (km 113,8) 2e catégorie (9,8 km à 5,3%) | Puerto de la Rasa (km 113,8) 2e catégorie (9,8 km à 5,3%) | Puerto de la Rasa (km 113,8) 2e catégorie (9,8 km à 5,3%) |
| --------------------------------------------------------- | --------------------------------------------------------- | --------------------------------------------------------- | --------------------------------------------------------- | --------------------------------------------------------- |
|                                                           | Coureur                                                   | Pays                                                      | Équipe                                                    | Point(s)                                                  |
| 1er                                                       | Rémi Cavagna                                              | France                                                    | Deceuninck-Quick Step                                     | 5                                                         |
| 2e                                                        | Julien Simon                                              | France                                                    | Total Direct Énergie                                      | 3                                                         |
| 3e                                                        | Robert Stannard                                           | Australie                                                 | Mitchelton-Scott                                          | 1                                                         |
| modifier                                                  |                                                           |                                                           |                                                           |                                                           |

| Alto de Moncalvillo (km 164) 1re catégorie (8,3 km à 9,2%) | Alto de Moncalvillo (km 164) 1re catégorie (8,3 km à 9,2%) | Alto de Moncalvillo (km 164) 1re catégorie (8,3 km à 9,2%) | Alto de Moncalvillo (km 164) 1re catégorie (8,3 km à 9,2%) | Alto de Moncalvillo (km 164) 1re catégorie (8,3 km à 9,2%) |
| ---------------------------------------------------------- | ---------------------------------------------------------- | ---------------------------------------------------------- | ---------------------------------------------------------- | ---------------------------------------------------------- |
|                                                            | Coureur                                                    | Pays                                                       | Équipe                                                     | Point(s)                                                   |
| 1er                                                        | Primož Roglič                                              | Slovénie                                                   | Jumbo-Visma                                                | 10                                                         |
| 2e                                                         | Richard Carapaz                                            | Équateur                                                   | Ineos Grenadiers                                           | 6                                                          |
| 3e                                                         | Dan Martin                                                 | Irlande                                                    | Israel Start-Up Nation                                     | 4                                                          |
| 4e                                                         | Aleksandr Vlasov                                           | Russie                                                     | Astana                                                     | 2                                                          |
| 5e                                                         | Hugh Carthy                                                | Royaume-Uni                                                | EF Pro Cycling                                             | 1                                                          |
| modifier                                                   |                                                            |                                                            |                                                            |                                                            |

### Bonifications
|   | Coureur      | Pays     | Équipe                | Secondes |
| - | ------------ | -------- | --------------------- | -------- |
| 1 | Stan Dewulf  | Belgique | Lotto-Soudal          | 3 s      |
| 2 | Rémi Cavagna | France   | Deceuninck-Quick Step | 2 s      |
| 3 | Rui Costa    | Portugal | UAE Emirates          | 1 s      |

|   | Coureur         | Pays     | Équipe                 | Secondes |
| - | --------------- | -------- | ---------------------- | -------- |
| 1 | Primož Roglič   | Slovénie | Jumbo-Visma            | 10 s     |
| 2 | Richard Carapaz | Équateur | Ineos Grenadiers       | 6 s      |
| 3 | Dan Martin      | Irlande  | Israel Start-Up Nation | 4 s      |

## Classements à l'issue de l'étape

### Classement général
| \| Classement général \| Classement général \| Classement général \| Classement général \| Classement général \| \| Coureur \| Coureur \| Pays \| Équipe \| Temps \| \| ------------------ \| ------------------- \| ------------------ \| ---------------------- \| ------------------ \| \| 1er \| Richard Carapaz \| Équateur \| Ineos Grenadiers \| 32 h 31 min 06 s \| \| 2e \| Primož Roglič \| Slovénie \| Jumbo-Visma \| + 13 s \| \| 3e \| Dan Martin \| Irlande \| Israel Start-Up Nation \| + 28 s \| \| 4e \| Hugh Carthy \| Royaume-Uni \| EF Pro Cycling \| + 44 s \| \| 5e \| Enric Mas \| Espagne \| Movistar Team \| + 1 min 54 s \| \| 6e \| Felix Großschartner \| Autriche \| Bora-Hansgrohe \| + 3 min 28 s \| \| 7e \| Esteban Chaves \| Colombie \| Mitchelton-Scott \| + 3 min 28 s \| \| 8e \| Alejandro Valverde \| Espagne \| Movistar Team \| + 3 min 35 s \| \| 9e \| Marc Soler \| Espagne \| Movistar Team \| + 3 min 40 s \| \| 10e \| Wout Poels \| Pays-Bas \| Bahrain McLaren \| + 3 min 47 s \| |                     |             |                        |                  |
| |                     |             |                        |                  |
| Source : ProCyclingStats |                     |             |                        |                  |
| Classement général |                     |             |                        |                  |
| Coureur | Coureur             | Pays        | Équipe                 | Temps            |
| 1er | Richard Carapaz     | Équateur    | Ineos Grenadiers       | 32 h 31 min 06 s |
| 2e | Primož Roglič       | Slovénie    | Jumbo-Visma            | + 13 s           |
| 3e | Dan Martin          | Irlande     | Israel Start-Up Nation | + 28 s           |
| 4e | Hugh Carthy         | Royaume-Uni | EF Pro Cycling         | + 44 s           |
| 5e | Enric Mas           | Espagne     | Movistar Team          | + 1 min 54 s     |
| 6e | Felix Großschartner | Autriche    | Bora-Hansgrohe         | + 3 min 28 s     |
| 7e | Esteban Chaves      | Colombie    | Mitchelton-Scott       | + 3 min 28 s     |
| 8e | Alejandro Valverde  | Espagne     | Movistar Team          | + 3 min 35 s     |
| 9e | Marc Soler          | Espagne     | Movistar Team          | + 3 min 40 s     |
| 10e | Wout Poels          | Pays-Bas    | Bahrain McLaren        | + 3 min 47 s     |

| Classement par points | Classement par points | Classement par points | Classement par points  | Classement par points |
| Coureur               | Coureur               | Pays                  | Équipe                 | Points                |
| --------------------- | --------------------- | --------------------- | ---------------------- | --------------------- |
| 1er                   | Primož Roglič         | Slovénie              | Jumbo-Visma            | 104 pts               |
| 2e                    | Richard Carapaz       | Équateur              | Ineos Grenadiers       | 81 pts                |
| 3e                    | Dan Martin            | Irlande               | Israel Start-Up Nation | 73 pts                |
| 4e                    | Guillaume Martin      | France                | Cofidis                | 50 pts                |
| 5e                    | Michael Woods         | Canada                | EF Pro Cycling         | 45 pts                |
| 6e                    | Hugh Carthy           | Royaume-Uni           | EF Pro Cycling         | 45 pts                |
| 7e                    | Enric Mas             | Espagne               | Movistar Team          | 42 pts                |
| 8e                    | Alejandro Valverde    | Espagne               | Movistar Team          | 40 pts                |
| 9e                    | Sepp Kuss             | États-Unis            | Jumbo-Visma            | 35 pts                |
| 10e                   | Felix Großschartner   | Autriche              | Bora-Hansgrohe         | 33 pts                |

| Classement par points | Classement par points | Classement par points | Classement par points  | Classement par points |
| Coureur               | Coureur               | Pays                  | Équipe                 | Points                |
| --------------------- | --------------------- | --------------------- | ---------------------- | --------------------- |
| 1er                   | Primož Roglič         | Slovénie              | Jumbo-Visma            | 104 pts               |
| 2e                    | Richard Carapaz       | Équateur              | Ineos Grenadiers       | 81 pts                |
| 3e                    | Dan Martin            | Irlande               | Israel Start-Up Nation | 73 pts                |
| 4e                    | Guillaume Martin      | France                | Cofidis                | 50 pts                |
| 5e                    | Michael Woods         | Canada                | EF Pro Cycling         | 45 pts                |
| 6e                    | Hugh Carthy           | Royaume-Uni           | EF Pro Cycling         | 45 pts                |
| 7e                    | Enric Mas             | Espagne               | Movistar Team          | 42 pts                |
| 8e                    | Alejandro Valverde    | Espagne               | Movistar Team          | 40 pts                |
| 9e                    | Sepp Kuss             | États-Unis            | Jumbo-Visma            | 35 pts                |
| 10e                   | Felix Großschartner   | Autriche              | Bora-Hansgrohe         | 33 pts                |

| Classement de la montagne | Classement de la montagne | Classement de la montagne | Classement de la montagne | Classement de la montagne |
| Coureur                   | Coureur                   | Pays                      | Équipe                    | Points                    |
| ------------------------- | ------------------------- | ------------------------- | ------------------------- | ------------------------- |
| 1er                       | Guillaume Martin          | France                    | Cofidis                   | 27 pts                    |
| 2e                        | Sepp Kuss                 | États-Unis                | Jumbo-Visma               | 24 pts                    |
| 3e                        | Richard Carapaz           | Équateur                  | Ineos Grenadiers          | 24 pts                    |
| 4e                        | Dan Martin                | Irlande                   | Israel Start-Up Nation    | 20 pts                    |
| 5e                        | Tim Wellens               | Belgique                  | Lotto-Soudal              | 19 pts                    |
| 6e                        | Primož Roglič             | Slovénie                  | Jumbo-Visma               | 17 pts                    |
| 7e                        | Michael Woods             | Canada                    | EF Pro Cycling            | 16 pts                    |
| 8e                        | Ion Izagirre              | Espagne                   | Astana                    | 11 pts                    |
| 9e                        | Alejandro Valverde        | Espagne                   | Movistar Team             | 11 pts                    |
| 10e                       | Rémi Cavagna              | France                    | Deceuninck-Quick Step     | 6 pts                     |

| Classement de la montagne | Classement de la montagne | Classement de la montagne | Classement de la montagne | Classement de la montagne |
| Coureur                   | Coureur                   | Pays                      | Équipe                    | Points                    |
| ------------------------- | ------------------------- | ------------------------- | ------------------------- | ------------------------- |
| 1er                       | Guillaume Martin          | France                    | Cofidis                   | 27 pts                    |
| 2e                        | Sepp Kuss                 | États-Unis                | Jumbo-Visma               | 24 pts                    |
| 3e                        | Richard Carapaz           | Équateur                  | Ineos Grenadiers          | 24 pts                    |
| 4e                        | Dan Martin                | Irlande                   | Israel Start-Up Nation    | 20 pts                    |
| 5e                        | Tim Wellens               | Belgique                  | Lotto-Soudal              | 19 pts                    |
| 6e                        | Primož Roglič             | Slovénie                  | Jumbo-Visma               | 17 pts                    |
| 7e                        | Michael Woods             | Canada                    | EF Pro Cycling            | 16 pts                    |
| 8e                        | Ion Izagirre              | Espagne                   | Astana                    | 11 pts                    |
| 9e                        | Alejandro Valverde        | Espagne                   | Movistar Team             | 11 pts                    |
| 10e                       | Rémi Cavagna              | France                    | Deceuninck-Quick Step     | 6 pts                     |

| Classement du meilleur jeune | Classement du meilleur jeune | Classement du meilleur jeune | Classement du meilleur jeune | Classement du meilleur jeune |
| Coureur                      | Coureur                      | Pays                         | Équipe                       | Temps                        |
| ---------------------------- | ---------------------------- | ---------------------------- | ---------------------------- | ---------------------------- |
| 1er                          | Enric Mas                    | Espagne                      | Movistar Team                | 32 h 33 min 00 s             |
| 2e                           | David Gaudu                  | France                       | Groupama-FDJ                 | + 4 min 21 s                 |
| 3e                           | Aleksandr Vlasov             | Russie                       | Astana                       | + 4 min 58 s                 |
| 4e                           | Gino Mäder                   | Suisse                       | NTT Pro Cycling              | + 9 min 25 s                 |
| 5e                           | Kobe Goossens                | Belgique                     | Lotto-Soudal                 | + 17 min 02 s                |
| 6e                           | Georg Zimmermann             | Allemagne                    | CCC Team                     | + 20 min 57 s                |
| 7e                           | Clément Champoussin          | France                       | AG2R La Mondiale             | + 23 min 17 s                |
| 8e                           | William Barta                | États-Unis                   | CCC Team                     | + 32 min 12 s                |
| 9e                           | Iván Sosa                    | Colombie                     | Ineos Grenadiers             | + 32 min 58 s                |
| 10e                          | Andrea Bagioli               | Italie                       | Deceuninck-Quick Step        | + 37 min 25 s                |

| Classement du meilleur jeune | Classement du meilleur jeune | Classement du meilleur jeune | Classement du meilleur jeune | Classement du meilleur jeune |
| Coureur                      | Coureur                      | Pays                         | Équipe                       | Temps                        |
| ---------------------------- | ---------------------------- | ---------------------------- | ---------------------------- | ---------------------------- |
| 1er                          | Enric Mas                    | Espagne                      | Movistar Team                | 32 h 33 min 00 s             |
| 2e                           | David Gaudu                  | France                       | Groupama-FDJ                 | + 4 min 21 s                 |
| 3e                           | Aleksandr Vlasov             | Russie                       | Astana                       | + 4 min 58 s                 |
| 4e                           | Gino Mäder                   | Suisse                       | NTT Pro Cycling              | + 9 min 25 s                 |
| 5e                           | Kobe Goossens                | Belgique                     | Lotto-Soudal                 | + 17 min 02 s                |
| 6e                           | Georg Zimmermann             | Allemagne                    | CCC Team                     | + 20 min 57 s                |
| 7e                           | Clément Champoussin          | France                       | AG2R La Mondiale             | + 23 min 17 s                |
| 8e                           | William Barta                | États-Unis                   | CCC Team                     | + 32 min 12 s                |
| 9e                           | Iván Sosa                    | Colombie                     | Ineos Grenadiers             | + 32 min 58 s                |
| 10e                          | Andrea Bagioli               | Italie                       | Deceuninck-Quick Step        | + 37 min 25 s                |

| Classement par équipes | Classement par équipes | Classement par équipes | Classement par équipes |
| Équipe                 | Équipe                 | Pays                   | Temps                  |
| ---------------------- | ---------------------- | ---------------------- | ---------------------- |
| 1re                    | Movistar Team          | Espagne                | 97 h 42 min 42 s       |
| 2e                     | Jumbo-Visma            | Pays-Bas               | + 5 min 48 s           |
| 3e                     | Astana                 | Kazakhstan             | + 12 min 46 s          |
| 4e                     | UAE Team Emirates      | Émirats arabes unis    | + 14 min 33 s          |
| 5e                     | Mitchelton-Scott       | Australie              | + 28 min 34 s          |
| 6e                     | Cofidis                | France                 | + 47 min 18 s          |
| 7e                     | Ineos Grenadiers       | Royaume-Uni            | + 55 min 41 s          |
| 8e                     | Groupama-FDJ           | France                 | + 1 h 19 min 10 s      |
| 9e                     | Trek-Segafredo         | États-Unis             | + 1 h 31 min 42 s      |
| 10e                    | EF Pro Cycling         | États-Unis             | + 1 h 33 min 31 s      |

| Classement par équipes | Classement par équipes | Classement par équipes | Classement par équipes |
| Équipe                 | Équipe                 | Pays                   | Temps                  |
| ---------------------- | ---------------------- | ---------------------- | ---------------------- |
| 1re                    | Movistar Team          | Espagne                | 97 h 42 min 42 s       |
| 2e                     | Jumbo-Visma            | Pays-Bas               | + 5 min 48 s           |
| 3e                     | Astana                 | Kazakhstan             | + 12 min 46 s          |
| 4e                     | UAE Team Emirates      | Émirats arabes unis    | + 14 min 33 s          |
| 5e                     | Mitchelton-Scott       | Australie              | + 28 min 34 s          |
| 6e                     | Cofidis                | France                 | + 47 min 18 s          |
| 7e                     | Ineos Grenadiers       | Royaume-Uni            | + 55 min 41 s          |
| 8e                     | Groupama-FDJ           | France                 | + 1 h 19 min 10 s      |
| 9e                     | Trek-Segafredo         | États-Unis             | + 1 h 31 min 42 s      |
| 10e                    | EF Pro Cycling         | États-Unis             | + 1 h 33 min 31 s      |

## Prix de la Combativité
- Stan Dewulf (Lotto-Soudal)

## Abandons
- Tom Dumoulin (Jumbo-Visma) : non-partant
- Kenny Elissonde (Trek-Segafredo) : non-partant
- Michał Gołaś (Ineos Grenadiers) : non-partant